# Нагаторо (княжество)
Княжество Нагаторо (яп.  長瀞藩 Нагаторо-хан) — феодальное княжество (хан) в Японии периода Эдо (1798—1869). Нагаторо-хан располагался в провинции Дэва (современная префектура Ямагата) на острове Хонсю.

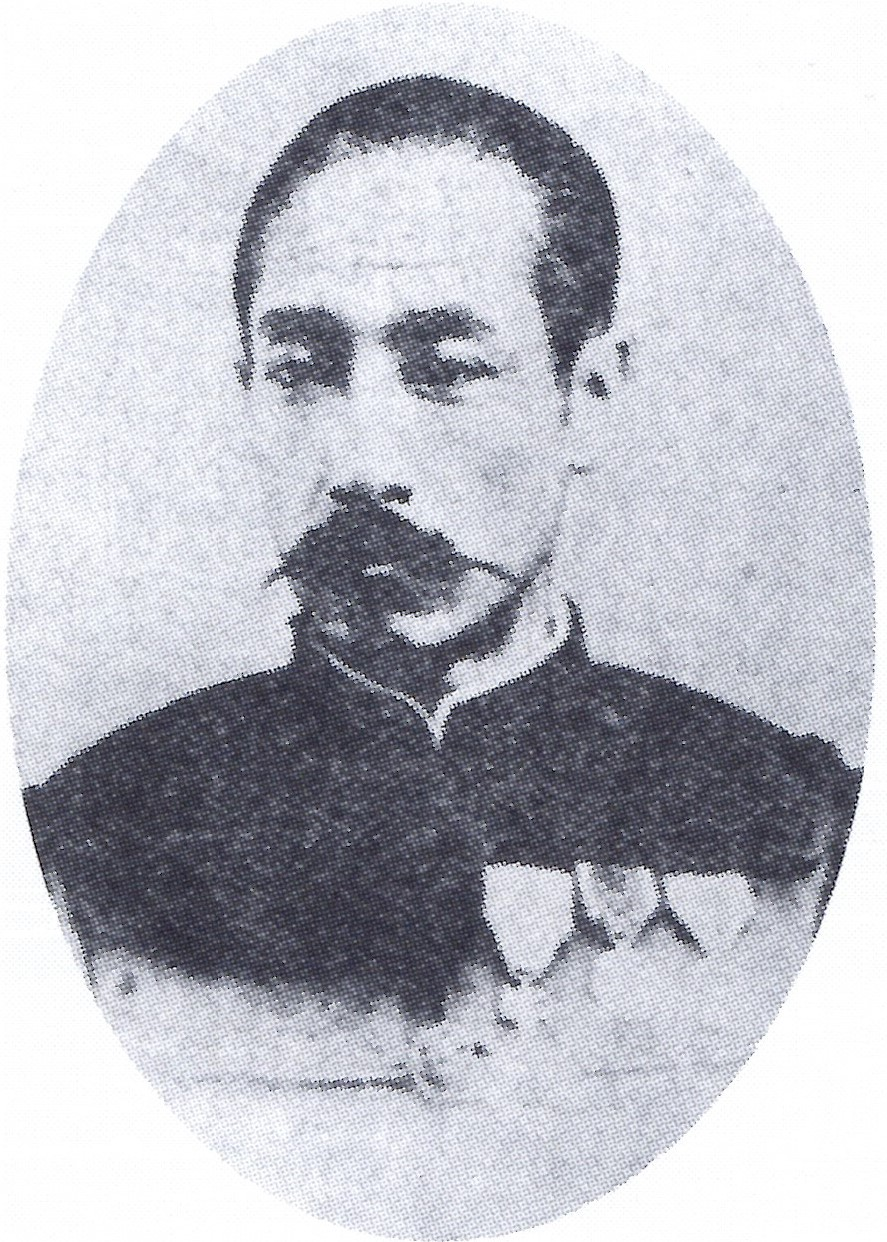
Ёнэкицу Масатоси, последний (5-й) даймё Нагаторо-хана (1865—1869)

Административный центр хана: Нагаторо jin’ya в провинции Дэва (современный город Хигасине, префектура Ямагата).

## История
Княжество Нагаторо было создано в 1798 году для Ёнэкицу Митимасы (1750—1819), ранее правившего в Куки-хане в провинции Мусаси (1767—1798). Земли рода Ёнэкицу были разбросаны в провинциях Мусаси, Кадзуса, Симоса, Хитати и Дэва. В 1799 году Ёнэкицу Митимаса отказался от власти в хане в пользу своего старшего сына, Ёнэкицу Масаёси (1788—1853), 2-го даймё в 1799—1853 годах. Ему наследовал его приёмный сын, Ёнэкицу Масаясу (1829—1873), правивший в 1854—1860 годах. Он был сыном Сакаи Тадакаты (1790—1854), 8-го даймё Цуруока-хана (1805—1842). В 1860 году Ёнэкицу Масаясу отказался от власти в княжестве в пользу своего младшего брата, Ёнэкицу Масааки (1830—1899), который правил в 1860—1865 годах.
Согласно переписи 1850 года, население княжества Нагаторо составляло 2 466 человек.
В период Бакумацу Ёнэкицу Масааки, 4-й даймё Нагаторо-хана, подготовил тридцать простолюдинов для военной службы. Во время Войны Босин (1868—1869) княжество не пострадало. После реставрации Мэйдзи, в ноябре 1869 года, Ёнэкицу Масатоси (1851—1895), последний (5-й) даймё Нагаторо-хана (1865—1869), перенес резиденцию из Нагаторо в свои владения в провинции Кадзуса, где был создан новый домен Оами-хан (大網藩).
В июле 1871 года после административно-политической реформы территория Оами-хана была включена в префектуру Ямагата. Ёнэкицу Масатоси впоследствии служил в японской императорской армии в составе императорской гвардии и в 1884 году получил титул виконта (сисяку) в новой аристократической системе (кадзоку).

## Список даймё
- Род Ёнэкицу (тодзама) 1798—1869

| # | Имя и годы жизни                            | Годы правления | Титул                   | Ранг                    | Кокудара    |
| - | ------------------------------------------- | -------------- | ----------------------- | ----------------------- | ----------- |
| 1 | Ёнэкицу Митимаса (1750-1819) (яп. 米津通政) | 1798-1799      | Дэва-но-ками (出羽守)   | Пятый нижний (従五位下) | 11,000 коку |
| 2 | Ёнэкицу Масаёси (1788-1853) (яп. 米津政懿)  | 1799-1853      | Эттю-но-ками (越中守)   | Пятый нижний (従五位下) | 11,000 коку |
| 3 | Ёнэкицу Масаясу (1829-1873) (яп. 米津政易)  | 1854-1860      | Сагами-но-ками (相模守) | Пятый нижний (従五位下) | 11,000 коку |
| 4 | Ёнэкицу Масааки (1830-1899) (яп. 米津政明)  | 1860-1865      | Исэ-но-ками (伊勢守)    | Пятый нижний (従五位下) | 11,000 коку |
| 5 | Ёнэкицу Масатоси (1851-1895) (яп. 米津政敏) | 1865-1869      | Исэ-но-ками (伊勢守)    | Пятый нижний (従五位下) | 11,000 коку |